# Provincia del Transvaal
Transvaal fue una de las provincias de Sudáfrica desde 1910 hasta 1994 con capital en Pretoria. La provincia como tal ya no existe y actualmente forma parte de las provincias de Gauteng, Noroeste, Limpopo y Mpumalanga. En ella se encuentra Witwatersrand, el complejo industrial más importante de Sudáfrica.

## Historia
Transvaal fue colonizada por los colonos bóeres provenientes de la colonia británica del Cabo en las décadas de 1830 y de 1840 en lo que se llamó la Gran Migración. Vencieron fácilmente a los nativos y se establecieron formando numerosas repúblicas fuera del control del Imperio británico. En la década de 1850, los británicos comenzaron a entenderse con las repúblicas bóeres, garantizando la independencia de Sudáfrica en lo que ahora es Transvaal. Gran Bretaña anexó estos territorios en 1877, según cabe suponer para su propia protección, pero tras la Primera Guerra de los Bóeres obtuvieron de nuevo su independencia en 1881. 
Al principio de 1885, el descubrimiento de un fantástico filón de oro en el Witwatersrand trajo la inmigración de muchos extranjeros (uitlanders) a Transvaal. Todo ello incrementó el miedo por los propósitos británicos para esa región, ello llevó a los bóeres a lanzar un ataque preventivo en 1899. La Segunda Guerra de los Bóeres terminó con la incorporación de Transvaal al Imperio británico en 1900. Diez años después, las repúblicas bóeres se unieron con la Colonia del Cabo para formar la Unión de Sudáfrica.
En 1961, la unión dejó de formar parte de la Commonwealth y pasó a formar la República de Sudáfrica. El PWV, área formada entre Pretoria, Witwatersrand y Vereeniging en Transvaal (ahora Gauteng) se convirtió en el motor económico de Sudáfrica, posición que aún hoy ocupa.
En 1994, después de las primeras elecciones con sufragio universal en Sudáfrica, la división administrativa del Estado se ha restructurado y Transvaal ya no existe como una provincia independiente.

## Geografía
La antigua provincia de Transvaal está situada entre los ríos Vaal por el sur y Limpopo por el norte, y situada aproximadamente en las coordenadas 25°00′S 28°30′E / -25.000, 28.500. Según la anterior división administrativa de Sudáfrica en vigor hasta 1994 las fronteras de Transvaal son: por el sur se encuentra el Estado Libre de Orange y Natal, por el oeste Provincia del Cabo y el Protectorado de Bechuanalandia (luego Botsuana), por el norte Rodesia (después Zimbabue), y por el este África Oriental Portuguesa (luego Mozambique) y Suazilandia. Excepto por el suroeste estos límites vienen definidos por fronteras naturales.
Muchos bantustanes (zonas acotadas por los blancos para los negros durante el apartheid) estaban enteramente dentro de Transvaal: Venda, KwaNdebele, Gazankulu, KaNgwane y Lebowa. Partes de Bofutatsuana, de la Provincia del Cabo y del Estado Libre de Orange pertenecieron también a Transvaal.

## Divisiones
- Zoutpansberg

### Ciudades de Transvaal
- Heidelberg
- Johannesburgo
- Messina
- Nelspruit
- Pietersburg
- Pretoria
- Vereeniging